# Budweiserov čovjek godine
Budweiserov čovjek godine (izvorno Budweiser NHL Man of the Year) bila je godišnja nagrada NHL-a namijenjena „fer i korektnim” igračima aktivnim u humanitarnom radu. Uručena je po prvi put u sezoni 1987./88., a ugašena 1991./92. Izravna je prethodnica nagrade Zaklade NHL koja je na snazi od 1997./98.
Svaka momčad nominirala bi po jednog igrača. Ovlašteno osoblje lige biralo je pobjednika na sastancima pred početak doigravanja. Odlikovan igrač proslijedio bi humanitarnim zakladama po vlastitoj želji svotu od 21,000 USD, dar pivovare Anhauser — Busch, proizvođačice popularnog piva iz imena nagrade.

## Popis dobitnika
| Sezona    | Igrač          | Momčad             |
| --------- | -------------- | ------------------ |
| 1987./88. | Bryan Trottier | New York Islanders |
| 1988./89. | Lanny McDonald | Calgary Flames     |
| 1989./90. | Kevin Lowe     | Edmonton Oilers    |
| 1990./91. | Kevin Dineen   | Hartford Whalers   |
| 1991./92. | Ryan Walter    | Vancouver Canucks  |